# Louis de Bréhan de Plélo
Pour les autres membres de la famille, voir Famille de Bréhan.
Louis Robert Hippolyte de Bréhan, comte de Plélo, né le 28 mars 1699 à Rennes et mort le 27 mai 1734 à Dantzig, est un officier supérieur et diplomate du règne de Louis XV. Colonel, il passe dans la diplomatie et devient ambassadeur de France au Danemark.
Durant la guerre de Succession de Pologne, il se met à la tête d'un détachement de troupes françaises pour briser le siège que les Russes ont mis devant Dantzig, où se trouve Stanislas Leszczynski, soutenu par la France. Il est tué au cours d'un assaut et les troupes françaises se replient.

## Biographie

### Famille et jeunesse

Armes de la famille de Bréhan.

Issu de la famille de Bréhan, il est le fils de Jean François René Amalric de Bréhan (1668-1738), comte de Mauron et de Plélo, conseiller au parlement de Bretagne, et de Catherine Françoise Lefebvre de la Faluère, fille de René Lefebvre de la Faluère, premier président du parlement de Bretagne,.

### Carrière
Il entre jeune dans la carrière militaire :  en 1717, il est sous-lieutenant des gendarmes flamands, devient colonel de cavalerie en 1722, et commande en 1724 le régiment auquel il donne son nom, le régiment de dragons de Plélo.
Il profite de la paix pour s'adonner aux lettres. Il traduit l'Essai sur le poème épique de Voltaire, fait partie de la société de l'Entresol, publie des poèmes, étudie les mathématiques, l'astronomie, la mécanique, l'histoire et les traités diplomatiques.
Il démissionne de l'armée pour devenir diplomate. Louis de Plélo est nommé ambassadeur de France au Danemark en 1729.

### La crise polonaise de 1733-1734
En 1733, Stanislas Leszczynski, dont Louis XV a épousé la fille en 1725, est élu roi de Pologne grâce aux subsides fournis par l'ambassade de France à Varsovie. Mais l'Autriche et la Russie, qui soutiennent son rival, l'électeur de Saxe, font réunir une nouvelle diète qui donne la couronne à Auguste III ; l'armée russe prend Varsovie, puis met le siège devant Dantzig, où Stanislas s'est enfui avec l'ambassadeur de France et le primat de Pologne. C'est le début de la guerre de Succession de Pologne.
En 1734, la France, qui entre en guerre, mais principalement contre l'Autriche, envoie au secours de Stanislas une escadre transportant les trois régiments d'infanterie de Périgord, de La Marche et de Blaisois à un bataillon chacun, soit au total 2 400 hommes placés sous le commandement du brigadier Gabriel Rochon de La Lamotte de Lapeyrouse. Cet officier, auquel le cardinal de Fleury avait peut-être recommandé la prudence, constate à son arrivée en vue de Dantzig, qu'il s'agit, pour pénétrer dans la place, de percer une armée de 30 000 Russes bien retranchés. Il décide de se replier et d'aller attendre de nouveaux ordres dans le port de Copenhague.

### L'expédition de Plélo à Dantzig (21-27 mai 1734)
Le comte de Plélo prend alors à cœur la cause de Stanislas. Indigné de l'insuffisance du secours fourni par Fleury, et plus encore de la circonspection de Lamotte de Lapeyrouse, il prend sur lui d'agir, et s'empare du commandement de l'expédition, décidé à secourir Dantzig ou à mourir.
Parti de Copenhague le 21 mai 1734, les navires français entrent le 23 dans la rade de Dantzig, mais, en atteignant la Vistule, ils trouvent l'armée russe établie entre le rivage et la ville et doivent renoncer pour le moment à entrer dans la place. Ils débarquent sans opposition à Farhwasser, sous le canon du fort de Wechselmunde, à l'embouchure du fleuve, et établissent un camp.
Le 27, bien que les Russes aient encore reçu des renforts, Plélo veut tenter de s'ouvrir un passage. Il se précipite avec ses trois bataillons, le régiment de Périgord en tête, sur les retranchements, force trois lignes, et tombe criblé de balles et le visage affreusement sabré, au moment où il atteignait les glacis de Dantzig. Sa mort jette l'irrésolution dans le cœur de ses soldats qui se retirent sous Wechselmunde. Ils sont faits prisonniers et envoyés en Livonie, puis renvoyés en France au mois d'octobre suivant.

### Jugements sur Plélo
Cette conduite de Plélo est critiquée par les milieux gouvernementaux et diplomatiques français, qui considèrent qu'il est sorti de son rôle d'ambassadeur avec, de surcroît, une témérité inutile.
En revanche, la mort du comte de Plélo affecte beaucoup la reine Marie Leszczynska qui admire l'intervention de l'ambassadeur et qui rétorque au cardinal de Fleury ayant dit qu'il risquait sa vie et sa fortune : « Pour ce qui est de sa fortune, je m'en charge que ça soit une réussite ou un échec »[réf. nécessaire].

Dans ses Mémoires d'outre-tombe, Chateaubriand évoque l'assaut auquel son père avait part avec Plélo : 

« Mon père mit pied à terre et se trouva au mémorable combat que quinze cents Français, commandés par le brave Breton, de Bréhan comte de Plélo, livrèrent le 29 mai 1734, à quarante mille Moscovites, commandés par Munich. De Bréhan, diplomate, guerrier et poète, fut tué et mon père blessé deux fois. »

### Famille et descendance
Louis de Plélo avait épousé Louise-Françoise Phélypeaux de La Vrillière (1707-1737), une des filles de Louis II Phélypeaux de La Vrillière et Françoise de Mailly, dont six enfants, parmi lesquels seule une fille atteint la majorité :
- Louise Félicité de Brehan (1726-1796), qui épouse en 1740[1] Emmanuel Armand de Vignerot du Plessis (1720-1788), duc d'Aiguillon, secrétaire d'État aux Affaires étrangères.

## Hommages
- La rue de Plélo porte son nom à Paris ; une autre porte son nom à Rennes.

### Sources bibliographiques
- « Plélo (Louis-Robert-Hippolyte de Brehan, comte de) » dans Larousse, Grand Dictionnaire universel du XIXe siècle, 1866-1877, tome 12, p. 1172 [lire en ligne].
- E.-J.-B. Rathery, Le Comte de Plélo, un gentilhomme français au XVIIIe siècle, guerrier, littérateur et diplomate…, Paris, Plon, 1876.
- Lt-Colonel Henri Carré, L'héroïque aventure du comte de Plélo et l'expédition de Dantzig, 1734, Paris, Alsatia, 1946.
- Philippe Carrer, Louis de Plélo, une folle aventure au siècle des Lumières, Coop Breizh, 1997.
- Charles Frostin, « Le comte de Plélo (1699-1734), gentilhomme breton du siècle des Lumières », Annales de Bretagne et des pays de l'Ouest, vol. 106, no 2,‎ 1999, p. 39-49 (DOI 10.3406/abpo.1999.4027, lire en ligne)
- Gaëtan de Raxi de Flassan, Histoire générale et raisonnée de la diplomatie française…, vol. 5, Paris, Treuttel, 1811, p. 70-72
- « Plelo (Louis Robert Hippolyte de Brehan, comte de) » dans Prosper Levot, Biographie bretonne, recueil de notices sur tous les bretons qui se sont fait un nom…, tome 2, Vannes, Cauderan, 1857.
- De Brehan - Bretagne - Marquis de Brehan, comtes de Mauron et de Plélo..., Paris, Chaix, 1883 [lire en ligne].